# Castra Peregrina
De Castra Peregrina of Castra Peregrinorum was een castrum in het oude Rome.
De Castra Peregrina werd in het begin van de 1e eeuw n.Chr. gebouwd, mogelijk in opdracht van keizer Augustus. Het kamp werd gebruikt door de frumentarii, legioensoldaten uit alle delen van het Rijk die met een speciale opdracht in Rome op bezoek waren. Zij begeleiden onder andere gevangen die in Rome terecht moesten staan en werden vanaf de 2e eeuw ook ingezet als geheime politie.
Op het terrein van de castrum werd in de 5e eeuw de ronde kerk Santo Stefano Rotondo gebouwd. Restanten van het kamp werd in 1904-1909 ontdekt bij opgravingen in de tuin van een klooster. Deze restanten bestonden uit vier rechthoekige gebouwen met kleine kamers.